# گلوریا الکساندرا
گلوریا الکساندرا (انگلیسی: Gloria Alexandra؛ زادهٔ) یک هنرپیشه اهل ایالات متحده آمریکا است. 